# 池田孝 (政治家)
池田 孝（いけだ たかし、1944年（昭和19年）9月12日 - ）は、日本の政治家。元鹿児島県曽於市長（2期）。

## 来歴
鹿児島県立末吉高等学校（現・鹿児島県立曽於高等学校）卒。末吉町議会議員、同町長となる。

### 2005年曽於市長選挙
末吉町は財部町、大隅町と合併し、2005年に曽於市となった。合併後の7月31日に行われた市長選挙に立候補し初当選した。
※当日有権者数：36,047人 最終投票率：76.97%（前回比：-pts）
| 候補者名 | 年齢 | 所属党派 | 新旧別 | 得票数   | 得票率 | 推薦・支持 |
| -------- | ---- | -------- | ------ | -------- | ------ | ---------- |
| 池田孝   | 60   | 無所属   | 新     | 10,792票 | 39.1%  | -          |
| 桂次雄   | 65   | 無所属   | 新     | 10,693票 | 38.8%  | -          |
| 熊谷道博 | 56   | 無所属   | 新     | 6,086票  | 22.1%  | -          |

同日に市長に就任した。1期目は合併で肥大化した行政組織の改革、財政力の強化に着手した。学識経験者や市民代表を交えた行政改革推進委員会を開き、10年間で120余人の職員削減を打ち出した。答申に沿って、4年間で約60人の削減を実現させ、財政力指数、経常収支比率、公債費比率などの指標は軒並み改善された。これにより20数億円の改善効果を生じた。

### 2009年曽於市長選挙
2009年に元共産党市議の五位塚剛を破って再選。
※当日有権者数：34,807人 最終投票率：60.16%（前回比：16.81pts）
| 候補者名 | 年齢 | 所属党派   | 新旧別 | 得票数   | 得票率 | 推薦・支持 |
| -------- | ---- | ---------- | ------ | -------- | ------ | ---------- |
| 池田孝   | 64   | 無所属     | 現     | 11,839票 | 57.3%  | -          |
| 五位塚剛 | 55   | 日本共産党 | 新     | 8,836票  | 42.7%  | -          |

2期目には隣の宮崎県で口蹄疫の感染疑い例が発覚し、その対応に追われた。

### 2013年曽於市長選挙
2013年の市長選挙では池田が建設を進めていた公園整備事業が争点となり、再び立候補した五位塚に敗れた。
※当日有権者数：-人 最終投票率：66.83%（前回比：6.67pts）
| 候補者名 | 年齢 | 所属党派 | 新旧別 | 得票数   | 得票率 | 推薦・支持 |
| -------- | ---- | -------- | ------ | -------- | ------ | ---------- |
| 五位塚剛 | 59   | 無所属   | 新     | 11,871票 | 53.9%  | -          |
| 池田孝   | 68   | 無所属   | 現     | 10,168票 | 46.1%  | -          |

7月30日に市長を退任した。2020年に旭日小綬章を受章した。